# Королевство Раротонга
Королевство Раротонга (кук. Mātāmuatanga Rarotonga) — историческое государство на одноимённом острове. Было независимым королевством, основанным при помощи британцев в 1858. В 1888 году стало протекторатом Британской империи по его собственной просьбе, а в 1893 году наименование протектората было изменено на Федерация Островов Кука.

Флаг независимого Королевства Раротонга (1858—1888)

## Учреждение
В 1881 году Британское министерство по делам колоний решило, что интересы Новой Зеландии в этом районе нуждаются в защите от иностранных держав, и британское правительство удовлетворило ходатайство местных европейских торговцев и плантаторов о назначении британского консула на островах Херви, как тогда называлась Южная группа островов Кука.